# امبوهیتسیمانوا
امبوهیتسیمانوا (به لاتین: Ambohitsimanova) یک سکونتگاه مسکونی در ماداگاسکار است که در واکینانکاراترا واقع شده‌است.

## خصوصیات
امبوهیتسیمانوا ۱۷٬۰۰۰ نفر جمعیت دارد و ۱٬۵۷۴ متر بالاتر از سطح دریا واقع شده‌است.